# 海口汽车客运总站

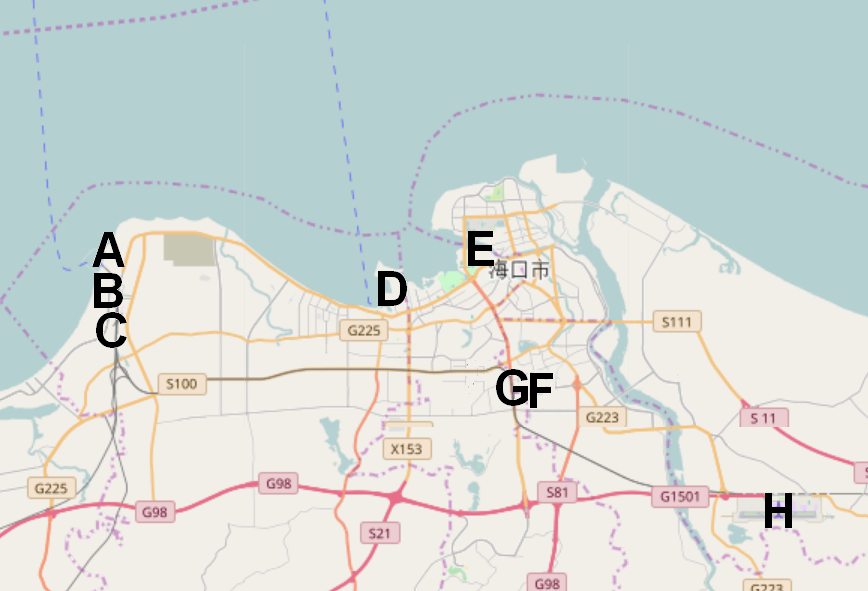
海口交通运输枢纽示意图
A: 海口港（新海港区）
B: 粤海铁路南港
C: 海口站
D: 海口港（秀英港区）
E: 海口港旧址
F: 海口汽车客运总站
G: 海口东站
H: 海口美兰国际机场

海口汽车总站始建于1950年，现站址位于海口迎宾大道东侧，邻近海南环岛高铁海口东站，占地面积78.74亩，总建筑面积约6万平方米，是海南省首个国家一级道路客运枢纽站。设计发送能力为2万人次/日。2018年1月13日试运行。

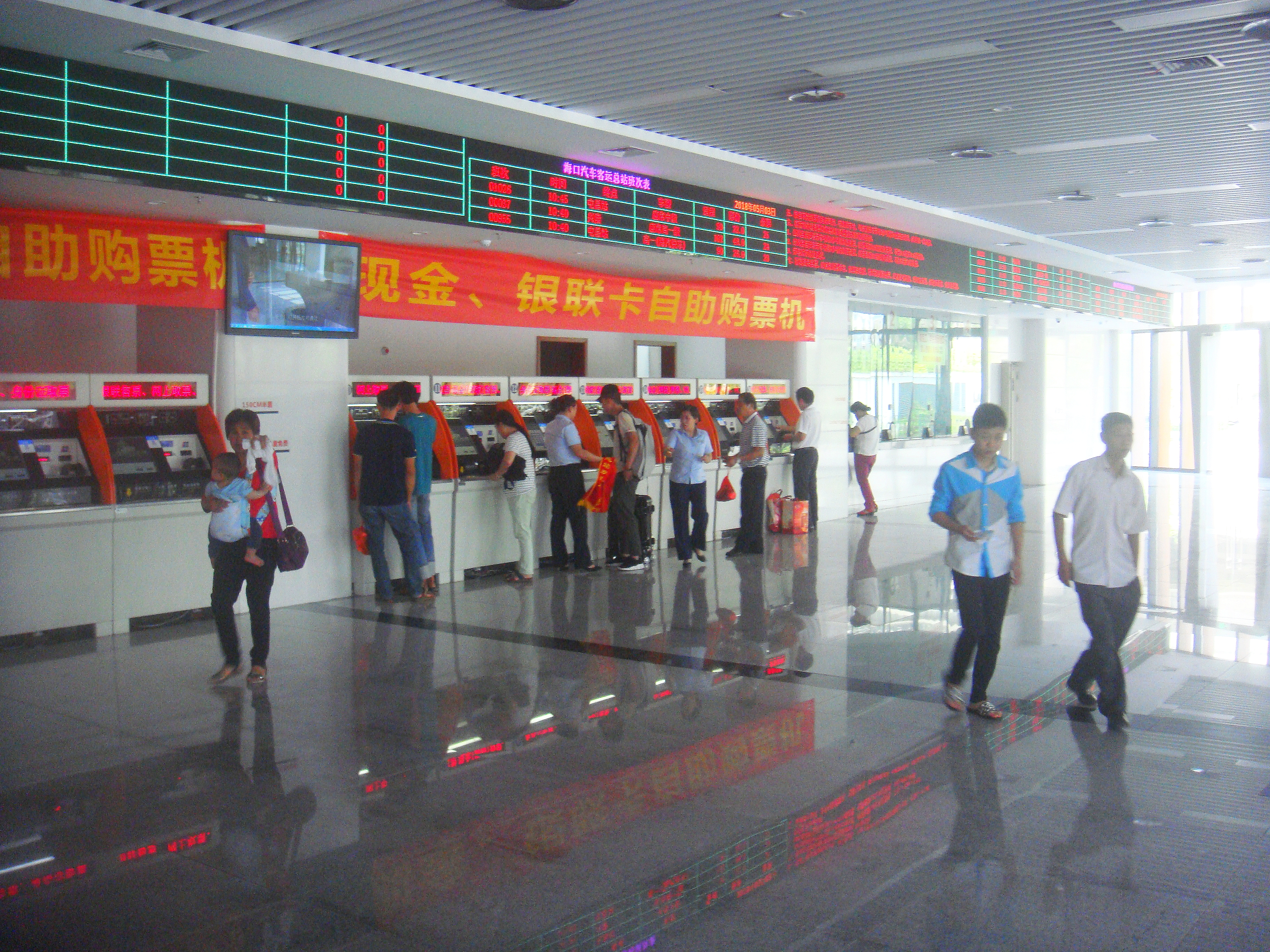
售票厅

## 历史

### 旧海口汽车总站（1950-2005）
于1950年11月建立，站址位于长提路钟楼对面。后于1953年搬迁至大英山，1954年搬迁至红坎坡。1955年建成720平米候车室，后期经过不断扩建，至1977年车站面积已有2316平方米。
1978年，为适应客运需求，国家及企业共投资182万元在海口人民公园西南角，海秀路对面建设新汽车总站大楼，车站建筑面积1万平方米，共有24个车库，为当时广东省最大的汽车客运站。车站建成后，原先属于荒郊野岭的海秀路一带迅速成为海口市新的城市中心，海口市最早的商业个体户就坐落在汽车总站周边。
1995年9月，原汽车总站的省内班车线路被分流海口汽车东站、海口汽车西站、新港车站、秀英港车站等，海秀路的客运大楼随后被拆除。并在原客运大楼基础上兴建明珠广场，总站仅保留省际客运班车。
2005年9月16日，总站正式关闭，仅保留售票点。省际班车全数搬迁至海口汽车西站及秀英港车站。

### 新海口汽车总站（2018-今）
2012年位于海口火车东站旁的新汽车总站正式奠基开工，于2016年完工。2018年1月13日开通运营，承接原海口汽车南站所有客运班次。

## 线路
自2020.3.20起
省内：澄迈、儋州、乐东、定安、屯昌、琼中、五指山、保亭、文昌、琼海、万宁
省际：广东省广州市、东莞市
同时亦有20条发往海口各乡镇班车及开往美兰机场的机场巴士。